# Dragotina (samhälle i Kroatien)
Dragotina är ett samhälle i Kroatien.   Det ligger i länet Moslavina, i den centrala delen av landet, 60 km söder om huvudstaden Zagreb. Dragotina ligger 151 meter över havet och antalet invånare är 182.
Terrängen runt Dragotina är kuperad söderut, men norrut är den platt. Runt Dragotina är det glesbefolkat, med 9 invånare per kvadratkilometer. Närmaste större samhälle är Glina, 10,1 km nordväst om Dragotina. Omgivningarna runt Dragotina är en mosaik av jordbruksmark och naturlig växtlighet.